# Nansana
Nansana est une ville de l'Ouganda située dans le district de Wakiso. La ville compte 532 800 habitants en 2020.